# Haidmühle (Pegnitz)
Haidmühle (oberfränkisch: Haa-ml)  ist ein Gemeindeteil der Stadt Pegnitz im Landkreis Bayreuth (Oberfranken, Bayern). Haidmühle liegt in der Gemarkung Buchau.

## Lage
Die Einöde liegt an einem namenlosen linken Zufluss der Fichtenohe, die unmittelbar westlich des Ortes vorbeifließt. Ein Anliegerweg führt 250 Meter südlich zur Bundesstraße 2, die westlich nach Buchau bzw. östlich nach Zips verläuft.

## Geschichte
Im Jahr 1418 wurde ein Flurstück „Heidfurt“ schriftlich erwähnt. Die Mühle selber wurde 1541 als „Haidenmühl“ erstmals schriftlich erwähnt, vielleicht identisch mit der 1486 erwähnten „Mul ob Pucha“. Das Bestimmungswort des Ortsnamens ist Heide. In der Fraisch unterstand Haidmühle bis 1780 dem brandenburg-bayreuthischen Oberamt Pegnitz, danach für kurze Zeit dem Oberamt Creußen. Von 1791/92 bis 1810 waren das preußische Justiz- und Kammeramt Pegnitz die übergeordneten Institutionen. Danach kam die gesamte Region an das Königreich Bayern.
Mit dem Gemeindeedikt (frühes 19. Jahrhundert) wurde Haidmühle dem Steuerdistrikt Buchau und der Ruralgemeinde Buchau zugewiesen. Im Rahmen der Gebietsreform in Bayern wurde Haidmühle am 1. Juli 1972 in die Stadt Pegnitz eingegliedert.